# Slovensko Porabje
Slovensko Porabje je del skrajnega zahoda Madžarske (v Železni županiji), kjer živi slovenska manjšina (po neuradnih ocenah med 5000) Porabskih Slovencev. Ime je dobilo po reki Rabi. V madžarščini se je za Porabje in Prekmurje najprej uporabljal izraz Vendvidék (Slovence v ogrskem delu nekdanje Avstro-Ogrske so vse do leta 1981 tudi uradno imenovali Vendi), danes sta se »prijela« izraza Szlovén-vidék in Rába-vidék. Slovensko etnično ozemlje v Porabju se je v letih 1919 in 1920 po senžermenski in trianonski pogodbi razdelilo med Avstrijo in Madžarsko. Zahodni del pripada Avstriji, ki na Madžarsko meji nad dolino reke Dobre (Doiberbach). Na tem področju je slovensko prebivalstvo vglavnem ponemčeno, ohranila pa so se nekatera osebna, ledinska in krajevna imena.

## Naselja v avstrijskem delu Slovenskega Porabja
- Borinje (Fehring)
- Dobra (Neuhaus am Klausenbach)
- Grič (Gritsch)
- Gruškova ves (Eltendorf)
- Modinci (Mogersdorf)
- Stankovci (Neumarkt an der Raab)
- Strgarjevo (Kalch)
- Suhi Mlin (Windisch minihof)
- Sveti Martin ob Rabi (Sankt Martin an der Raab)
- Toka (Tauka)
- Velika (Welten)
- Žabnica (Krottendorf bei Neuhaus)
- Ženavci (Jennersdorf) - administrativno središče istoimenskega okrožja v avstrijski zvezni deželi Gradiščanska.

## Ozemlje na Madžarskem
Ozemlje Slovenskega Porabja na Madžarskem je po obliki podobno trikotniku s površino 94 km2. Južno »stranico« predstavlja državna meja s Slovenijo (Goričkim) med Tromejnikom po razvodju med Muro in Rabo do vzhodno od Budincev. Vzhodna »stranica« med Budinci in Monoštrom Porabje loči od preostanka Madžarske, medtem ko zahodna stranica med Monoštrom in Tromejnikom predstavlja državno mejo z Avstrijo.
Naselja, kjer živijo porabski Slovenci:
- Andovci (Orfalu) Slovenci 90,9 %. Madžari 9,1 %
- Dolnji Senik (Alsószölnök) Madžari 53,1 %, Slovenci 24,3 %, Nemci 21 %
- Gornji Senik (Felsőszölnök) Slovenci 79,3 %, Madžari 17,2 %, Nemci 2,9 % (popis 2001)
- Janezovi breg (Jánoshegy) (spada pod Gornji Senik)
- Sakalovci (Szakonyfalu) Madžari 54,1 %, Slovenci 38,5 %, Nemci 1,4 %
- Slovenska ves (Rábatótfalu) (spada pod Monošter)
- Števanovci (Apátistvánfalva) Slovenci 77 %. Madžari 23 %
- Otkovci (Újbalázsfalva) (spada pod Števanovce)
- Verica-Ritkarovci (Kétvölgy) Slovenci 81,4 %, Madžari 15,7 %

Razvoj industrije spodbuja priseljevanje prebivalcev omenjenih vasi v Monošter, ki velja za središče slovenske manjšine na Madžarskem. V preteklosti so slovenska naselja segala tudi severno od Rabe, na vzhodu pa so se raztezala na Őrség (Stražno ozemlje), sem sodita Sola (Szalafő) in Farkašovci (Farkasfa). Vzhodno od Monoštra je ob Rabi tudi naselje Čretnik (Csörötnek).

## Naselja Slovenskega Porabja, kjer ne živijo več Slovenci
- Čretnik (Csörötnek)
- Farkašovci (Farkasfa)
- Kradanovci (Kondorfa)
- Lak (Magyarlak)
- Mala ves (Rábakisfalud danes Máriaújfalu)
- Renik (Rönök)
- Telik (Talapatka, danes Máriaújfalu)
- Tridvor (Háromház, danes del Laka)
- Trošče (Rábakethely, danes del Monoštra)
- Žormot (Rábagyarmat)

Pritoki Rabe s slovenskimi imeni:
- v Avstriji:
  - Dobra (Doiberbach)
- na Madžarskem:
  - Grajka (Grajka-patak)
  - Haršaš (Hársas-patak)
  - Husas (Husászi-patak)
  - Sakalovski potok (Szakony-patak)
  - Seniški potok (Szölnöki-patak)
  - Žida (Zsida)